# اوژن-آنری گراولوت
اوژن-آنری گراولوت (فرانسوی: Eugène-Henri Gravelotte‎؛ ۶ فوریهٔ ۱۸۷۶ – ۲۸ اوت ۱۹۳۹) یک شمشیرباز اهل فرانسه بود.
از افتخارات وی میتوان به کسب مدال طلا فلوره در بازی‌های المپیک تابستانی ۱۸۹۶ اشاره کرد.